# Gerhard Helbig
Gerhard Helbig (* 29. prosince 1929 Lipsko - 2008) byl německý lingvista. Po maturitě (1948) studoval anglistiku, germanistiku a filozofii. Od roku 1969 byl řádným profesorem pro obor němčina jako cizí jazyk (Deutsch als Fremdsprache) na univerzitě v Lipsku.

## Dílo (výběr)
- Seznam děl v Souborném katalogu ČR, jejichž autorem nebo tématem je Gerhard Helbig
- Der Vorganspassiv (s Gertraud Heinrichovou)
- Deutsche Grammatik
- Deutsche Grammatik : ein Handbuch für den Ausländerunterricht (s Joachimem Buschou)
- Vývoj jazykovědy po roce 1970 : vysokošk. příručka pro stud. filoz. fakulty Univ. Karlovy (česky 1991)
- Wörterbuch zur Valenz und Distribution deutscher Verben (s Wolfgangen Schenkelem)
- Die Negation : Zur Theorie und Praxis des Deutschunterrichts für Ausländer (s Helgou Ricken)
- Grammatik und Lexikon